# 磯村敏郎
磯村 敏郎（いそむら としろう、1969年1月10日 - ）は、元プロボクサー。愛知県出身。

## 来歴
中学生時代、斉田信幸の指導を受け、中学卒業と同時に愛知県名古屋市の松田ボクシングジムに入門。17歳になると同時にプロデビューを果たした。時代は後の世界チャンピオン畑中清詞がプロデビューする頃であった。
畑中清詞のスパーリングパートナーを務めることにより技術のみならずボクサーとしての感性を学び、後に連続勝利となる基礎を作った。
入門から一年後、アマチュアの試合に出場（アマチュア戦績2戦2勝0敗2RSC）。
1986年3月、1R 55秒 KO勝利でプロデビューを果たし　以後5連続KO勝利を含む6連勝するも、デビュー戦から連続KO勝利のため対戦相手の試合棄権が続き、試合相手に恵まれない日々を過ごす。1987年1月31日には名古屋市公会堂の試合にて、「1ラウンド 19秒 KO勝利」の記録を作る。1987年9月21日　中日本新人王を獲得。
先輩に畑中清詞、同期生に薬師寺保栄、後に世界チャンピオンとなる両名と共にトレーニングに励み、松田ボクシングジムの最盛期を作る。
松田会長より「チャンスでの攻撃力は畑中清詞より磯村敏郎の方がある」と称されるも、練習中に利き手の拳を痛めたまま臨んだ試合で判定負け。負傷を悪化させ、そのまま現役を引退した。
1998年　トコナメボクシングジムトレーナーとなり、後進の育成に努める。